# Venilia
Venilia je římská bohyně spojená s větrem a mořem. Podle Virgilia a Ovidia byla nymfou, sestrou Amaty a manželkou Januse  (nebo Fauna),  se kterým měla tři děti: Turna, Juturna a Canens .    
Po této bohyni je pojmenována hora na Venuši, Venilia Mons. 